# Рыбалко, Михаил Александрович
Рыбалко, Михаил Александрович (7 января 1928, село Унароково, Краснодарский край — 22 марта 2002, Иркутск) — ректор Иркутского государственного медицинского университета (1971—1985), кандидат медицинских наук, доцент, заслуженный деятель науки Бурятской АССР, изобретатель СССР, отличник высшей школы СССР, отличник здравоохранения СССР и Монгольской Народной Республики.

## Биография
Михаил Александрович Рыбалко родился 7 января 1928 года в селе Унароково Мостовского района Краснодарского края, РСФСР, СССР.
В 1944—1947 годах учился в фельдшерско-акушерской школе.
В 1947—1948 годах Михаил Александрович работает фельдшером в Абадзехской участковой больнице.
В 1948—1954 годах учился в Иркутском государственном медицинском институте. После учебы остался в институте, последовательно пройдя все ступени: студент, клинический ординатор, ассистент, доцент, заведующий кафедрой психиатрии, ректор.
В 1957 году Рыбалко М. А. принят ассистентом кафедры психиатрии ИГМИ.
В 1967 году защищает кандидатскую диссертацию на тему «Обмен витаминов В1 и РР и их влияние на динамику острых алкогольных психозов».
В 1971—1985 годах служил ректором Иркутского государственного медицинского института.
С 1985 года — заведующий кафедрой психиатрии.
Скончался 22 марта 2002 году в Иркутске.

## Награды
- Орден Трудового Красного Знамени
- Медаль «За доблестный труд»
- Значок «Отличнику здравоохранения» (СССР)
- Значок «Отличнику здравоохранения Монгольской Народной Республики»
- Знак «За отличные успехи в работе»
- Знак «Изобретатель СССР»